# 白滝鉱山
白滝鉱山（しらたきこうざん）は、高知県土佐郡大川村の東北、朝谷部落の北部、四国山脈の南に面した山の中腹にあった鉱山。主に銅を産出した。

## 概要
高知県下では最大の鉱山であり、大正時代から昭和時代にかけて大いに繁栄。閉山するまでは大川村の主要産業であった。大正年代には製錬に伴う煙害が問題となり大川での製錬が中止された。
以後は、選鉱した鉱石を索道で川之江まで輸送し、川之江港から船便で大分の精錬所に運んでいた。

## 沿革
- 1699年（元禄12年2月） 本川銅山（大北川銅山）土佐藩により開炭[3]。
- 1703年（元禄16年）11月 いったん閉坑
- 1815年（文化12年）10月 再度開坑
- 1818年（文政元年）5月 阿波藩と吉野川の鉱毒水による公害問題で協講戸整わず閉山、閉坑。
- 1823年（文政6年）7月 本川郷安屋源六、野地鉱山の試堀開鉱を試みるが、阿波藩の拒否により開坑できず。
- 1863年（文久3年）3月 開坑。土佐藩主山内容堂　阿波藩主・蜂須賀茂昭に直接面接、同意を得て開坑。
- 1871年（明治4年）11月 樅之木鉱山開坑。
- 1887年（明治20年）9月 住友樅之木鉱業所　開設。
- 1894年（明治27年）11月 中久保鉱山休業。
- 1896年（明治29年）3月 住友家より永野慶右衛門・大橋藤次・高野鉄次郎に譲渡。
- 1913年（大正2年） 宇都宮壮十郎が宇宝合名会社による諸鉱山の経営を行い、経営効率の増進のため設備の近代化を推進。
- 1915年（大正4年）1月 大北川藤ノ谷に最大出力120kwの自家用水力発電所竣工。
- 1916年（大正5年） 大北川、樅の木、大川、白滝、中蔵、喜多賀和、朝谷の7鉱山の統一通称名を「白滝鉱山」と定めた。
- 1917年（大正6年）1月 宇宝合名会社との間に樅の木製錬所煙害補償協定が結ばれる。宇摩郡中之庄村具定（現・愛媛県四国中央市）まで21Kmの架空索道完成。
- 1919年（大正8年3月） 久原鉱業（日本鉱業を経て、現・JX金属）に譲渡。
- 1972年（昭和47年）3月 日本鉱業、白滝鉱山を閉山。
- 1973年（昭和48年）6月 日本鉱業と高知県及び大川村の間に於いて会社所有の鉱山跡地売買契約成立。
- 1979年（昭和54年）4月 県有財産売買契約成立。鉱山跡地は全部村有地となる。
- 1985年（昭和60年）4月 白滝総合開発着手。

## 閉山後
選鉱場跡には鉱山資料館が建てられたが、2017年現在は閉鎖されている。小学校跡には自然王国白滝の里が作られた。

## 所在地
- 〒781-3704 高知県土佐郡大川村朝谷

## アクセス
- 高知自動車道大豊ICから車で約1時間10分